# Mouvement C'est l'temps
Le mouvement C'est l'temps est un mouvement de désobéissance civile franco-ontarien des années 1970 qui revendique le droit à des services en français dans le système de justice de la province et, plus largement, la reconnaissance des francophones comme citoyens à part entière ainsi que l'instauration et l'application d'une véritable politique de bilinguisme en Ontario.  

## Contexte

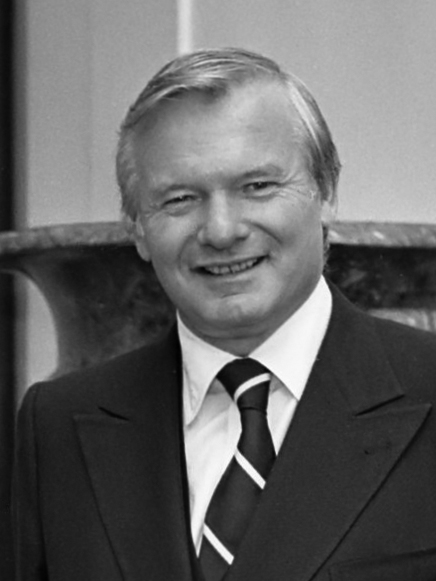
William Grenville Davis, premier ministre de l'Ontario de 1971 à 1985

À la suite de l'adoption de la Loi sur les langues officielles en 1969 et les travaux de la Commission royale d'enquête sur le bilinguisme et le biculturalisme, le président ontarien John Robarts ainsi que son successeur Willam Davis s'engagent à offrir plus de services en français dans leur province. Cette nouvelle ouverture est motivée entre autres par le nationalisme québécois en plein essor. Bien que l'utilisation du français à l'Assemblée législative de l'Ontario ainsi que la création d'écoles secondaires publiques de langue française soient permis à partir de 1967, la jeunesse franco-ontarienne s'impatiente face à la lenteur des réformes et souhaite que l'accès à des services en français soit élargi, et ce notamment dans le domaine judiciaire.   
Dans un premier temps, la contestation s'exprime par des actions individuelles de francophones travaillant au Collège Algonquin et influencés par les idéologies de gauche de l'époque. En mai 1975, Raymond DesRochers, alors chef du département d'éducation permanente du Collège Algonquin, est convoqué devant les tribunaux à la suite de son refus de renouveler l'immatriculation de son véhicule via des formulaires unilingues anglophones. Le mois suivant, Jacqueline Pelletier est emprisonnée pour son refus de payer une contravention unilingue anglophone. L'affaire connaît un retentissement dans la presse. Tant DesRochers que Pelletier, qui deviendront des figures de proue de la lutte à venir, sont suivis et soutenus dans leurs gestes par d'autres citoyens, d'où la création d'un mouvement plus structuré cherchant à mobiliser le plus grand nombre de Franco-Ontariens possible.   
Le mouvement C'est l'temps est donc officiellement mis sur pied en septembre 1975 à Ottawa par une quinzaine de membres fondateurs. Il s'agit du premier mouvement de désobéissance civile en Ontario depuis la crise du Règlement 17. Pendant ses années d'activité, ses principales sources de financement seront l'Association canadienne-française de l'Ontario, l'Association des enseignantes et des enseignants franco-ontariens, la Fédération des femmes canadiennes-françaises, la Fédération des caisses populaires de l'Ontario, ainsi que les dons de nombreux individus provenant principalement des régions francophones de l'Ontario.  

## Essor du mouvement et activisme de 1975 à 1977

Drapeau franco-ontarien

Le mouvement C'est l'temps organise sa première assemblée en octobre 1975 et on y dénombre déjà une cinquantaine de membres. Rapidement après sa formation, le mouvement émet une circulaire officielle décrivant en détails ses revendications, ses objectifs généraux et son mode d'opération.  
Dans leur premier communiqué de presse du 15 septembre 1975, les militants demandent au gouvernement Davis de respecter ses promesses et exigent le développement et la mise en œuvre rapide d'une politique de bilinguisme au sein des services gouvernementaux provinciaux. Dans l'immédiat, les organisateurs revendiquent le droit des Franco-Ontariens de s'exprimer dans leur langue (c'est-à-dire sans traducteur interposé) devant les tribunaux de même que la traduction des documents légaux en français.  
Pour atteindre cet objectif, le mouvement invite ses partisans à non seulement envoyer des lettres et des pétitions aux autorités, mais surtout à refuser de témoigner en anglais devant les tribunaux provinciaux et à exiger des documents légaux bilingues (permis de conduire, contraventions, règlements municipaux, formulaires de changement d'adresse et de naissance/décès, etc.). Plusieurs militants refusent donc de payer leurs contraventions policières unilingues anglaises. En conséquence, au moins une vingtaine d'entre eux feront de courts séjours en prison. La presse de l'époque remarque que les femmes sont très impliquées dans le mouvement; plusieurs seront emprisonnées. Par ailleurs, les militants et leurs sympathisants organisent aussi des manifestations lorsque certains des leurs sont libérés de prison. La plus importante d'entre elles, retransmise à la télévision, a lieu le 22 novembre 1975 aux portes de la prison de Blackburn Hamlet à la sortie de quatre membres du mouvement incarcérés pour avoir refusé de s'acquitter de leur contravention unilingue anglaise.  
À la fin de l'année 1975, le mouvement lance l'Opération Plaques encourageant les Franco-Ontariens à ne pas renouveler leur plaque automobile pour l'année 1976 puisque le formulaire pour le faire est rédigé en anglais seulement. Parallèlement à ce genre de campagne, les organisateurs tentent de mettre en place, avec l'aide d'avocats sympathiques à leur cause, un service de consultation juridique pour les membres et non-membres qui voudraient contester l'unilinguisme du gouvernement de l'Ontario.     
Alors que la portée des contestations prend de l'ampleur, le procureur général de l'Ontario Roy McMurtry accepte de rencontrer dans son bureau à Toronto une délégation composée de membres du mouvement C'est l'temps ainsi que de représentants de l'Association canadienne-française de l'Ontario, de l'Association des enseignantes et des enseignants franco-ontariens, et de la Fédération des femmes canadiennes-françaises.  
Quoique McMurtry se montre coopératif, le mouvement C'est l'temps s'essouffle après l'été 1976 et la dernière rencontre formelle de ses membres se déroule le 28 novembre 1977. Dans une entrevue réalisée en 2019, Jacqueline Pelletier, membre fondatrice, affirme que les organisateurs du mouvement n'avaient pas l'intention que celui-ci soit institutionnalisé et permanent.

## Échos et conséquences
Le mouvement C'est l'temps reçoit une attention médiatique importante. Il fait les manchettes dans une dizaine de journaux anglophones et francophones de l'Ontario et du Québec et on lui consacre plusieurs reportages télévisuels. En décembre 1975, il fait l'objet d'un article du quotidien américain le New York Times. Par ailleurs, c'est le quotidien de la région de la capitale nationale Le Droit qui suit de plus près les évènements et qui publie le plus grand nombre d'articles.    
Sans jamais jouir d'un soutien unanime, le mouvement bénéficie d'un soutien populaire considérable et reçoit de nombreuses lettres d'appui. L'appui provient aussi de plusieurs organismes et associations, ainsi que de personnalités publiques. Parmi elles, le maire de Hull Gilles Rocheleau (qui passera trois jours en prison à l'été 1976), le commissaire aux langues officielles Keith Spicer (qui félicite ouvertement le mouvement), le député fédéral d'Ottawa-Vanier Jean-Robert Gauthier, et les députés provinciaux Albert Roy et Paul Taylor, respectivement des circonscriptions de Prescott-Russel et de Carleton-Est.  
Malgré son existence relativement courte, le mouvement remporte des victoires notables. Dès 1976, McMurtry autorise la tenue d'un premier procès en français à Sudbury dans le cadre d'un projet-pilote. En février 1977 le projet pilote devient permanent et McMurtry s'engage à étendre la mesure sous peu d'abord dans les cours provinciales d'Ottawa-Carleton et de Prescott-Russel, puis éventuellement dans celle de Stormont-Glengarry.   
Pour sa part, le ministère des Transports de l'Ontario annonce à la toute fin de l'année 1975 qu'il sera bientôt possible de renouveler les plaques automobiles à l'aide de formulaires en français. Dans leur communiqué de presse du 19 décembre 1975, les militants se réjouissent et remercient le gouvernement ontarien, mais insistent sur la nécessité de poursuivre la lutte pour l'instauration d'une politique de bilinguisme globale, laquelle demeure le but premier de leur lutte.   
Plus largement, le mouvement C'est l'temps joue un rôle de catalyseur en permettant de « lancer un débat sur les services en français et le bilinguisme judiciaire, de renouveler le discours sur l’identité franco-ontarienne et d’utiliser des moyens plus radicaux afin de provoquer une prise de conscience devant conduire à une plus grande autonomie pour les francophones de l’Ontario ». En 1984, le procureur général de l'Ontario Roy McMurtry accorde officiellement un statut égal au français dans les tribunaux de la province, tandis qu'une politique sur les services en français est adoptée en 1986.

### Archives et bibliographie
- Archives textuelles et photographiques numérisées portant sur le mouvement C'est l'temps dans le catalogue numérique du Centre de recherche en civilisation canadienne-française
- Base de données BAnQ numérique regroupant plusieurs dizaines d'articles de journaux numérisés portant sur le mouvement C'est l'temps
- Linda Cardinal, C'est l'temps: le premier mouvement de revendication pour le droit à des services de justice en français en Ontario, 1975 à 1977, Ottawa, Université d'Ottawa, Chaire de recherche sur la francophonie et les politiques publiques, 2011 (https://socialsciences.uottawa.ca/crfpp/sites/socialsciences.uottawa.ca.crfpp/files/cestletemps_0.pdf)